# العلاقات الفنزويلية الفيتنامية
العلاقات الفنزويلية الفيتنامية هي العلاقات الثنائية التي تجمع بين فنزويلا وفيتنام.

## مقارنة بين البلدين
هذه مقارنة عامة ومرجعية للدولتين:
| وجه المقارنة                                              | فنزويلا                                  | فيتنام           |
| --------------------------------------------------------- | ---------------------------------------- | ---------------- |
| المساحة (كم2)                                             | 916.45 ألف                               | 331.69 ألف       |
| عدد السكان (نسمة)                                         | 28.87 مليون                              | 94.66 مليون      |
| الكثافة السكانية (ن./كم²)                                 | 31.5                                     | 285.39           |
| العاصمة                                                   | كاراكاس                                  | هانوي            |
| اللغة الرسمية                                             | اللغة الإسبانية، لغة الإشارة الفنزويلية ‏ | اللغة الفيتنامية |
| العملة                                                    | بوليفار فنزويلي                          | دونغ فيتنامي     |
| الناتج المحلي الإجمالي (بليون دولار)                      | 482.36 مليار                             | 234.19 مليار     |
| الناتج المحلي الإجمالي (تعادل القوة الشرائية) بليون دولار |                                          | 553.42 مليار     |
| الناتج المحلي الإجمالي الاسمي للفرد دولار أمريكي          |                                          | 2.48 ألف         |
| الناتج المحلي الإجمالي للفرد دولار أمريكي                 |                                          | 5.63 ألف         |
| مؤشر التنمية البشرية                                      | 0.762                                    | 0.666            |
| رمز المكالمات الدولي                                      | +58                                      | +84              |
| رمز الإنترنت                                              | .ve                                      | .vn              |
| المنطقة الزمنية                                           | 00                                       | ت ع م+07:00      |

## منظمات دولية مشتركة
يشترك البلدان في عضوية مجموعة من المنظمات الدولية، منها:
| علم المنظمة | اسم المنظمة                        | تاريخ انضمام فنزويلا | تاريخ انضمام فيتنام |
| ----------- | ---------------------------------- | -------------------- | ------------------- |
|             | الاتحاد البريدي العالمي            | ?                    | ?                   |
|             | البنك الدولي للإنشاء والتعمير      | 30 ديسمبر 1946       | 21 سبتمبر 1956      |
|             | منظمة التجارة العالمية             | ?                    | 11 يناير 2007       |
|             | يونسكو                             | 25 نوفمبر 1946       | 6 يوليو 1951        |
|             | المنظمة الهيدروغرافية الدولية      | ?                    | ?                   |
|             | وكالة ضمان الاستثمار متعدد الأطراف | 9 مايو 1994          | 5 أكتوبر 1994       |
|             | منظمة حظر الأسلحة الكيميائية       | ?                    | ?                   |
|             | منظمة الشرطة الجنائية الدولية      | ?                    | ?                   |
|             | مؤسسة التمويل الدولية              | 28 ديسمبر 1956       | 4 أغسطس 1967        |
|             | الأمم المتحدة                      | 15 نوفمبر 1945       | 20 سبتمبر 1977      |
|             | الاتحاد الدولي للاتصالات           | 13 أغسطس 1920        | 24 سبتمبر 1951      |

## وصلات خارجية
- موقع وزارة الخارجية الفنزويلية
- موقع وزارة الخارجية الفيتنامية